# Merlo Field
Le Merlo Field, également connu sous le nom de Harry A. Merlo Field, est un stade de soccer américain situé à Portland, dans l'Oregon.
Le stade, doté de 4 892 places et inauguré en 1990, sert d'enceinte à domicile pour l'équipe universitaire de l'Université de Portland des Pilots de Portland, ainsi que pour l'équipe de soccer des Timbers de Portland 2.

## Histoire
Le stade est construit en 1990, et porte le nom de Harry A. Merlo, homme d'affaires et philanthrope.
Le Merlo Field accueille un quart de finale du championnat NCAA féminin de soccer en 2001, puis des matchs des premier et second tours de la compétition en 2003.
En 2004 sont ajoutés six spots de lumière au terrain pour pouvoir éclairer le stade lors des matchs de nuit.
La joueuse internationale Tiffeny Milbrett, originaire de la ville de Portland, inscrit son 100e international pour l'équipe des États-Unis féminine de soccer contre l'Ukraine le 10 juillet 2005.
En mars 2008, les Timbers de Portland utilisent le stade lors d'un match de Major League Soccer contre les Earthquakes de San José. Le 17 juillet 2010, les Portland Timbers disputent un match au stade contre les anglais de Manchester City. À cause de la rénovation du Jeld-Wen Field, le club de Portland dispute son match de Coupe des États-Unis au Merlo Field contre les Chivas USA (victoire 2-0).
Les Timbers de Portland 2 utilisent également le Merlo Field comme stade à domicile en 2015.